# Yung Rich Nation
Yung Rich Nation — дебютний студійний альбом американського реп-тріо Migos, що вийшов на лейблах 300 Entertainment, Quality Control Music та Atlantic Records 23 липня 2015 р.

## Передісторія
13 червня 2013 Migos випустили мікстейп Y.R.N. (Young Rich Niggas), перший із серії Y.R.N. 18 квітня 2015 учасників гурту заарештували під час виступу в Південному університеті Джорджії. Всі трьом пред'явлено звинувачення у незаконному володінні вогнепальною зброєю та володінні наркотиками. Quavo й Takeoff звільнили під заставу у $10 тис. Раніше засуджений Offset залишається під вартою. Migos скасували свій тур, запевнивши, однак, що платівка вийде 16 червня. Зрештою реліз перенесли на 31 липня, зробивши його приступним для стрімінґу 23 липня.
Перший варіант обкладинки був світлиною гурту на тлі Ейфелевої вежі. Назву платівки змінили з Y.R.N.: Tha Album на Yung Rich Nation разом з обкладинкою.

## Сингли
5 лютого 2015 видали перший окремок «One Time». 23 березня відбулась прем'єра відеокліпу з перехресним просуванням Youtube Music Awards.

## Результати продажу
Yung Rich Nation став 11-им найпродаванішим релізом за перший тиждень у США з 18 082 еквівалентних альбомних одиниць (з них чистих копій — 14 500). Платівка посіла 17-ту сходинку Billboard 200, 5-ту Top R&B/Hip-Hop Albums та 3-тю Rap Albums.

## Промоція
Migos мали вирушити у The Yung Rich Nation Tour у липні 2015 разом з OG Maco.

## Список пісень
| #   | Назва                                     | Продюсер(и)                       | Тривалість |
| --- | ----------------------------------------- | --------------------------------- | ---------- |
| 1.  | «Memoirs»                                 | Honorable C.N.O.T.E.              | 3:13       |
| 2.  | «Dab Daddy»                               | Honorable C.N.O.T.E.              | 3:21       |
| 3.  | «Migos Origin»                            | Zaytoven                          | 3:39       |
| 4.  | «Spray the Champagne»                     | Honorable C.N.O.T.E., Murda Beatz | 2:39       |
| 5.  | «Street Nigga Sacrifice»                  | Honorable C.N.O.T.E.              | 3:43       |
| 6.  | «Highway 85»                              | Honorable C.N.O.T.E.              | 4:17       |
| 7.  | «One Time»                                | Deko                              | 4:41       |
| 8.  | «Just for Tonight» (з участю Chris Brown) | Murda Beatz                       | 3:33       |
| 9.  | «Pipe It Up»                              | Murda Beatz                       | 3:27       |
| 10. | «Gangsta Rap»                             | OG Parker, Deko, DJ Durel         | 2:08       |
| 11. | «Playa Playa»                             | Murda Beatz                       | 4:40       |
| 12. | «Cocaina» (з участю Young Thug)           | Murda Beatz                       | 5:18       |
| 13. | «Trap Funk» (з участю T.I.)               | Honorable C.N.O.T.E.              | 3:36       |
| 14. | «What a Feeling»                          | Zaytoven                          | 3:29       |
| 15. | «Recognition»                             | Deko                              | 4:46       |

## Нагороди
| Публікація    | Список                         | Рік  | Позиція |
| ------------- | ------------------------------ | ---- | ------- |
| Has it Leaked | «Топ-10 хіп-хоп альбомів 2015» | 2015 | 3       |